# Vera Varis
Vera Varis, född 20 januari 1994, är en finländsk fotbollsmålvakt som spelar för Kups. Hon har tidigare spelat i Vantaan Jalkapalloseura och HJK.

## Klubbkarriär
Varis började spela fotboll i VJS som sjuåring.
Mellan 2015 och 2018 studerade Varis på University of Central Florida i USA och spelade då för deras lag UCF Knights.
Inför säsongen 2019 värvades Varis av Limhamn Bunkeflo. I januari 2020 gick hon till Växjö DFF.